# Aleksandr Lepiłow
Aleksandr Pawłowicz Lepiłow (ros. Александр Павлович Лепилов, ur. 1895 w guberni jarosławskiej, zm. 14 maja 1953) – radziecki wojskowy, polityk, inżynier i funkcjonariusz służb specjalnych, generał major.

## Życiorys
Rosjanin, skończył szkołę realną w Kostromie, od czerwca 1915 służył w armii, od września do grudnia 1916 elew szkoły chorążych w Odessie, następnie zwolniony z powodu choroby, mieszkał u ojca w Piotrogrodzie. Od sierpnia 1918 żołnierz Armii Czerwonej, od maja do listopada 1919 pomocnik komisarza batalionu na Froncie Północnym, od listopada 1919 do grudnia 1920 dowódca pułku piechoty na Froncie Południowym, od stycznia 1921 do września 1923 studiował w Akademii Wojskowo-Inżynieryjnej Armii Czerwonej, od października 1923 do sierpnia 1924 inspektor wojskowy w Kostromie.
Od października 1924 do kwietnia 1925 studiował w Instytucie Gospodarki Narodowej im. G. Plechanowa, po czym został inżynierem w państwowym truście elektrycznym w Moskwie, od czerwca 1926 do grudnia 1929 kierownik budowy zakładów elektrycznych w Moskwie, 1926 przyjęty do WKP(b), od grudnia 1929 do września 1930 kierownik grupy projektowej w fabryce Forda w USA, od października 1930 do grudnia 1931 zastępca kierownika Wydziału Budowlanego Komitetu Wykonawczego Moskiewskiej Rady Obwodowej. Od grudnia 1931 do grudnia 1932 zarządca moskiewskiego trustu budowlanego, od stycznia 1933 do czerwca 1936 dyrektor fabryki ceremiczno-flizowej w Moskwie, od maja 1938 do czerwca 1939 zarządca trustu materiałów budowlanych w Moskwie, od czerwca do września 1939 zastępca ludowego komisarza przemysłu materiałów budowlanych RFSRR.
Od 22 września 1939 do sierpnia 1940 zastępca szefa Gułagu NKWD ZSRR, od 22 kwietnia 1940 starszy major bezpieczeństwa państwowego, od 19 sierpnia 1940 do 20 grudnia 1945 szef Zarządu Budownictwa Specjalnego NKWD ZSRR (Zarząd ds. Budownictwa Zakładów Lotniczych), równocześnie od 25 września 1940 do 20 grudnia 1945 szef Zarządu Poprawczego Obozu Pracy NKWD, 23 lutego 1943 awansowany na generała majora służby inżynieryjno-technicznej, od 20 grudnia 1945 do 29 czerwca 1946 zastępca szefa Gułagu NKWD/MWD ZSRR i szef Zarządu Poprawczych Kolonii Pracy. Od 29 czerwca do 20 sierpnia 1946 szef Budownictwa Specjalnego Głównego Budownictwa Przemysłowego MWD, od 20 sierpnia 1946 do 1953 szef Zarządu Budownictwa nr 833 (później nr 620) i Poprawczego Obozu Pracy MWD. Odznaczony trzema Orderami Lenina (1942, 1943 i 1946) i dwoma medalami.